# Фонеу
Фонеу (рум. Fonău) — село у повіті Біхор в Румунії. Входить до складу комуни Хусасеу-де-Тінка.
Село розташоване на відстані 415 км на північний захід від Бухареста, 28 км на південь від Ораді, 123 км на захід від Клуж-Напоки, 130 км на північний схід від Тімішоари.

## Населення
За даними перепису населення 2002 року у селі проживали 217 осіб.
Національний склад населення села:
| Національність | Кількість осіб | Відсоток |
| -------------- | -------------- | -------- |
| румуни         | 143            | 65,9%    |
| цигани         | 67             | 30,9%    |
| угорці         | 7              | 3,2%     |

Рідною мовою назвали:
| Мова      | Кількість осіб | Відсоток |
| --------- | -------------- | -------- |
| румунська | 210            | 96,8%    |
| угорська  | 7              | 3,2%     |